# Смолянка (нижня притока Десни)
Смолянка — річка в Україні у Куликівському, Чернігівському й Козелецькому районах Чернігівської області. Ліва притока Десни в басейні Дніпра.

## Опис
Довжина річки приблизно 45  км.

## Розташування
Витік розташований на сході від села Коростень (Куликівський район), яке розташоване на березі цієї річки, далі річка тече через Чернігівський район, де протікає Олишівкою, далі в цьому районі на березі річки розташовані села Топчіївка, Серединка, Сіножацьке, після чого річка тече в Козелецькому районі, де на її березі розташувалися села Копачів та Надинівка, далі річка впадає в Десну.

## Притоки
- Молофа (ліва).

## Цікавий факт
- У каталозі («Каталог річок України» [Архівовано 21 грудня 2016 у Wayback Machine.]. — К. : Видавництво АН УРСР, 1957. ) відносно річки Смолянка допущена помика щодо визначення її довжини, похилу та об'єму. Головна причина — неврахування інформації у мапах Шуберта (аркуші 21-10-1, 21-9-1).
- Річище Смолянки до теперішнього часу зберіглося у відповідності до вищезгаданих мап.
- У 17-му сторіччі по річці Смолянка проходив рубіж між Остерським староством та Чернігівським воєводством. Цією ж річкою за часів Гетьманщини проходила адміністративна межа між Київським та Чернігівським полками.[3]